# Strade provinciali della provincia di Novara
Questo è un elenco delle strade provinciali presenti sul territorio della provincia di Novara, e di competenza della provincia stessa.

## SP 1 - SP 99
- ex SP 1 Novara-Sempione (statalizzata il 16 novembre del 1959, ora ex  del Lago d'Orta ritornata nel 2008 provinciale)
- SP 2 Novara-Cameri
- ex SP 3 Novara-Turbigo (statalizzata fra il '64 e il '66, ora  Gallaratese)
- SP 3A Pernate-Romentino
- SP 4 Ovest Ticino
- SP 4A dell'Aeroporto di Cameri
- SP 5 di Sozzago
- SP 5A diramazione di Trecate
- SP 6 Trasversale del Basso Novarese
- SP 7 Terdobbiate-Tornaco
- SP 8 Vespolate-Tornaco
- SP 8A diramazione di Terdobbiate
- SP 9 di Granozzo
- SP 9A diramazione di Monticello
- SP 10 Cameriano-Casalino-Vinzaglio
- SP 11 di Biandrate
- SP 12 Casaleggio-Vicolungo
- SP 13 di Grignasco
- SP 14 di Castellazzo
- SP 15 Fara-Borgovercelli
- SP 15A Vicolungo-Landiona
- SP 15B Biandrate-Recetto
- SP 15C Biandrate-San Nazzaro
- SP 16 Est Sesia
- SP 17 Ticino-Oleggio-Proh
- SP 18 Marano-Mezzomerico-Suno-Cressa
- SP 18A Mezzomerico-Oleggio
- SP 19 Castelletto di Momo-Oleggio Castello
- SP 19A di Vaprio d'Agogna
- SP 20 Agnellengo-Barengo-Fara
- SP 21 Solarolo-Barengo-Borgomanero
- SP 21A di Cavaglietto
- SP 22 Ghemme-Cavaglio-Suno
- SP 23 Fontaneto-Cressa-Divignano-SS 32 Ticinese
- SP 24 Agrate-Conturbia-Comignago
- ex SP 25 Agrate Conturbia-Borgo Ticino (dismessa)
- SP 26 di Pombia
- ex SP 27 Varallo Pombia-Porto della Torre (mai provincializzata a tutti gli effetti; statalizzata dopo il 1960, ora  dell'Aeroporto della Malpensa)
- SP 28 Borgo Ticino-Castelletto Ticino
- SP 29 Pombia-Castelletto Ticino
- SP 30 di Comignago
- SP 31 Borgomanero-Prato Sesia
- SP 31A Maggiora-ex SS 142 Biellese
- SP 31B Boca-ex SS 142 Biellese
- SP 31C Cavallirio-ex SS 142 Biellese
- SP 32 Boca-Grignasco detta Traversagna
- SP 32dir Borgomanero-SS 32
- SP 33 Gozzano-Oleggio Castello
- SP 33A di Briga Novarese
- SP 34 dell'Alto Vergante
- SP 35 Arona-San Carlo-Ghevio
- SP 36 Meina-Pisano-Colazza
- SP 36A di Corciago
- SP 37 Lesa-Massino Visconti
- SP 39 delle due Riviere
- SP 41 del Mottarone
- SP 42 Armeno-Omegna
- SP 43 Miasino-Ameno-Bolzano Novarese
- SP 43A di Vacciago
- SP 44 di Gargallo e Soriso
- SP 45 della Cremosina
- SP 46 Occidentale del Lago d'Orta
- SP 47 Pogno-Alzo
- SP 47A raccordo di Berzonno
- SP 48 Lagna-Pella
- SP 48A diramazione Pella-Alzo
- SP 49 della Madonna del Sasso
- SP 76 Garbagna-Terdobbiate
- SP 77 Borgolavezzaro-Cilavegna
- SP 78 Vespolate-Robbio
- SP 79 Vinzaglio-Palestro
- SP 80 Casalvolone-Villata
- SP 81 Mandello-Vitta-Casaleggio
- SP 82 di Mandello
- SP 83 Caltignaga-Cameri
- SP 84 Borgomanero-Bogogno
- SP 85 Vergano-Gargallo
- SP 86 Briga-Gozzano
- SP 87 Vacciago-Cave di Cornio-ex SS 229 del Lago d'Orta
- SP 89 Oleggio Castello-Comignago
- SP 96 Borgolavezzaro-Tornaco
- SP 97 di Mercadante
- SP 98 Olengo-Terdobbiate
- SP 99 Olengo-Trecate

## SP 100 - SP 199
- SP 100 di Agnellengo
- SP 101 di Morghengo
- SP 102 Bellinzago-Sologno
- SP 103 di Ponzana
- SP 104 di Casalvolone
- SP 105 Vaprio-Mezzomerico
- SP 106 Ghemme-Carpignano Sesia
- SP 107 di Romagnano Sesia
- ex SP 108 della Campagnola (trasferita al comune di Borgo Ticino)
- SP 109 di Maggiate
- SP 110 di Montrigiasco
- SP 111 di Bolzano Novarese
- SP 112 di Valle Corconio
- ex SP 113 Nuova Strada di Orta (trasferita al comune di Orta)
- SP 114 di Carcegna
- SP 121 di Borgolavezzaro
- SP 122 di Fontaneto
- SP 123 di Bugnate
- SP 124 Meina-Dagnente
- SP 126 di Coiromonte
- SP 127 di Pettenasco
- SP 148 Oleggio-Castelnovate-Pombia
- ex SP 149 di Divignano (dismessa)
- ex SP 150 Revislate-Borgo Ticino (trasferita al comune di Veruno)
- ex SP 151 di Dormelletto (trasferita ai comuni di Arona e Dormelletto)
- SP 154 di Sillavengo
- SP 155 Borgolavezzaro-Nicorvo
- SP 156 di Cressa
- SP 157 di Maggiate Bis
- SP 158 Armeno-Coiromonte
- SP 159 Montrigiasco-Oleggio Castello
- SP 164 di Monte San Giulio
- SP 165 di Vintebbio
- SP 166 di Castelconturbia
- SP 167 Borgomanero-Gozzano

## SP 200 - SP 299
- SP 299 della Val Sesia

## SP 500 - SP 599
- SP 596 dei Cairoli

## SR
Questo è un elenco delle ex strade statali, presenti sul territorio della Provincia di Novara, divenute strade regionali col decreto legislativo n. 112 del 1998 e declassate infine a strade provinciali con la Legge Regionale Piemonte 6 agosto 2007 n. 18 (BUR 9/8/2007 n. 32):
- SR 11 Padana Superiore
- SR 142 Biellese
- SR 211 della Lomellina
- SR 229 del Lago d'Orta

Le strade provinciali vengono gestite attraverso 9 giurisdizioni.